# Nurija van Schoonhoven
Nurija van Schoonhoven (Oeljanovsk, 8 februari 1998) is een in Rusland geboren Nederlands voetbalster die uitkomt als middenveldster voor Ajax in de Nederlandse Eredivisie.

## Carrière
Voor haar vertrek naar de Belgische Super League in 2022 kwam Van Schoonhoven uit voor drie eredivisieclubs uit in Nederland. Ze begon bij FC Twente⁣, maar stapte in 2015 over naar PEC Zwolle waar ze op 7 november 2015 haar debuut in de eredivisie maakte in de thuiswedstrijd tegen ADO Den Haag. Na drie seizoenen stapte ze over naar PSV Eindhoven, waarvoor ze eveneens drie seizoenen uitkwam. In de zomer van 2021 keerde Van Schoonhoven terug naar FC Twente. Na één seizoen ging ze naar het Belgische OH Leuven, waar ze wederom na één seizoen weer vertrok naar FC Utrecht. In Utrecht groeide Van Schoonhoven uit tot basisspeelster op het middenveld. Op 9 mei 2025 tekende ze een driejarig contract bij competitiegenoot Ajax, waar ze vanaf het seizoen 2025/26 actief is.

### Carrièrestatistieken
| Seizoen                        | Club            | Land            | Competitie      | Competitie | Competitie | Beker | Beker | Internationaal | Internationaal | Overig | Overig | Totaal | Totaal |
| Seizoen                        | Club            | Land            | Competitie      | Wed.       | Dlp.       | Wed.  | Dlp.  | Wed.           | Dlp.           | Wed.   | Dlp.   | Wed.   | Dlp.   |
| ------------------------------ | --------------- | --------------- | --------------- | ---------- | ---------- | ----- | ----- | -------------- | -------------- | ------ | ------ | ------ | ------ |
| 2015/16                        | PEC Zwolle      | Nederland       | Eredivisie      | 15         | 0          | 0     | 0     | –              | –              | –      | –      | 15     | 0      |
| 2016/17                        | PEC Zwolle      | Nederland       | Eredivisie      | 21         | 0          | 1     | 1     | –              | –              | –      | –      | 22     | 1      |
| 2017/18                        | PEC Zwolle      | Nederland       | Eredivisie      | 24         | 0          | 1     | 0     | –              | –              | –      | –      | 25     | 0      |
| 2018/19                        | PSV             | Nederland       | Eredivisie      | 18         | 0          | 0     | 0     | –              | –              | –      | –      | 18     | 0      |
| 2019/20                        | PSV             | Nederland       | Eredivisie      | 0          | 0          | 0     | 0     | –              | –              | –      | –      | 0      | 0      |
| 2020/21                        | PSV             | Nederland       | Eredivisie      | 7          | 1          | 4     | 0     | 2              | 0              | –      | –      | 13     | 1      |
| 2021/22                        | FC Twente       | Nederland       | Eredivisie      | 14         | 0          | 1     | 0     | 1              | 0              | 3      | 1      | 19     | 1      |
| 2023/24                        | FC Utrecht      | Nederland       | Eredivisie      | 21         | 2          | 1     | 0     | 0              | 0              | 0      | 0      | 22     | 1      |
| 2024/25                        | FC Utrecht      | Nederland       | Eredivisie      | 21         | 4          | 1     | 0     | 0              | 0              | 0      | 0      | 22     | 4      |
| 2025/26                        | Ajax            | Nederland       | Eredivisie      | 0          | 0          | 0     | 0     | 0              | 0              | 0      | 0      | 0      |        |
| Carrière totaal                | Carrière totaal | Carrière totaal | Carrière totaal | 142        | 8          | 4     | 0     | 6              | 1              | 3      | 0      | 160    | 9      |
| Bijgewerkt tot 4 augustus 2025 |                 |                 |                 |            |            |       |       |                |                |        |        |        |        |

## Interlandcarrière

### Nederland onder 23
Op 28 mei 2019 debuteerde Van Schoonhoven voor Nederland –23 in een kwalificatiewedstrijd tegen Zweden –23 (1 – 0).
| Interlands van Nurija van Schoonhoven | Interlands van Nurija van Schoonhoven | Interlands van Nurija van Schoonhoven | Interlands van Nurija van Schoonhoven | Interlands van Nurija van Schoonhoven | Interlands van Nurija van Schoonhoven |
| №                                     | Datum                                 | Wedstrijd                             | Uitslag                               | Soort Wedstrijd                       | Doelpunten                            |
| Als speelster bij PSV                 | Als speelster bij PSV                 | Als speelster bij PSV                 | Als speelster bij PSV                 | Als speelster bij PSV                 | Als speelster bij PSV                 |
| ------------------------------------- | ------------------------------------- | ------------------------------------- | ------------------------------------- | ------------------------------------- | ------------------------------------- |
| 1.                                    | 28 mei 2019                           | Nederland – Zweden                    | 1 – 0                                 | Vriendschappelijk                     | 0                                     |
| 2.                                    | 30 mei 2019                           | Noorwegen – Nederland                 | 1 – 0                                 | Vriendschappelijk                     | 0                                     |
| 3.                                    | 1 juni 2019                           | Engeland – Nederland                  | 4 – 1                                 | Vriendschappelijk                     | 0                                     |

### Nederland onder 20
Op 8 augustus 2018 debuteerde Van Schoonhoven voor Nederland –20 in een kwalificatiewedstrijd tegen Ghana –20 (4 – 0).
| Interlands van Nurija van Schoonhoven | Interlands van Nurija van Schoonhoven | Interlands van Nurija van Schoonhoven | Interlands van Nurija van Schoonhoven | Interlands van Nurija van Schoonhoven | Interlands van Nurija van Schoonhoven |
| №                                     | Datum                                 | Wedstrijd                             | Uitslag                               | Soort Wedstrijd                       | Doelpunten                            |
| Als speelster bij PSV                 | Als speelster bij PSV                 | Als speelster bij PSV                 | Als speelster bij PSV                 | Als speelster bij PSV                 | Als speelster bij PSV                 |
| ------------------------------------- | ------------------------------------- | ------------------------------------- | ------------------------------------- | ------------------------------------- | ------------------------------------- |
| 1.                                    | 8 augustus 2018                       | Nederland – Ghana                     | 4 – 0                                 | WK 2018 –20                           | 0                                     |
| 2.                                    | 13 augustus 2018                      | Engeland – Nederland                  | 2 – 1                                 | WK 2018 –20                           | 0                                     |

### Nederland onder 19
Op 19 januari 2016 debuteerde Van Schoonhoven voor Nederland –19 in een vriendschappelijke wedstrijd tegen Ierland –19 (0 – 0).
| Interlands van Nurija van Schoonhoven | Interlands van Nurija van Schoonhoven | Interlands van Nurija van Schoonhoven | Interlands van Nurija van Schoonhoven | Interlands van Nurija van Schoonhoven | Interlands van Nurija van Schoonhoven |
| №                                     | Datum                                 | Wedstrijd                             | Uitslag                               | Soort Wedstrijd                       | Doelpunten                            |
| Als speelster bij PEC Zwolle          | Als speelster bij PEC Zwolle          | Als speelster bij PEC Zwolle          | Als speelster bij PEC Zwolle          | Als speelster bij PEC Zwolle          | Als speelster bij PEC Zwolle          |
| ------------------------------------- | ------------------------------------- | ------------------------------------- | ------------------------------------- | ------------------------------------- | ------------------------------------- |
| 1.                                    | 19 januari 2016                       | Nederland – Ierland                   | 0 – 0                                 | Vriendschappelijk                     | 0                                     |
| 2.                                    | 21 januari 2016                       | Nederland – Zwitserland               | 2 – 1                                 | Vriendschappelijk                     | 0                                     |
| 3.                                    | 7 maart 2016                          | Italië – Nederland                    | 2 – 2                                 | Vriendschappelijk                     | 0                                     |
| 4.                                    | 5 april 2016                          | Nederland – Tsjechië                  | 7 – 2                                 | Kwalificatie EK 2016 –19              | 0                                     |
| 5.                                    | 7 april 2016                          | België – Nederland                    | 0 – 3                                 | Kwalificatie EK 2016 –19              | 0                                     |
| 6.                                    | 19 juli 2016                          | El Salvador – Nederland               | 0 – 6                                 | EK 2016 –19                           | 0                                     |
| 7.                                    | 25 juli 2016                          | Nederland – Frankrijk                 | 1 – 2                                 | EK 2016 –19                           | 0                                     |
| 8.                                    | 28 juli 2016                          | Spanje – Nederland                    | 4 – 3                                 | EK 2016 –19                           | 0                                     |
| 9.                                    | 19 oktober 2016                       | Nederland – Bulgarije                 | 6 – 0                                 | Kwalificatie EK 2017 –19              | 0                                     |
| 10.                                   | 24 oktober 2016                       | Turkije – Nederland                   | 0 – 1                                 | Kwalificatie EK 2017 –19              | 0                                     |
| 11.                                   | 19 januari 2017                       | Nederland – Ierland                   | 0 – 0                                 | Vriendschappelijk                     | 0                                     |
| 12.                                   | 21 januari 2017                       | Nederland – Zwitserland               | 2 – 1                                 | Vriendschappelijk                     | 0                                     |
| 13.                                   | 3 maart 2017                          | Nederland – Duitsland                 | 1 – 3                                 | Vriendschappelijk                     | 0                                     |
| 14.                                   | 5 maart 2017                          | Nederland – Engeland                  | 0 – 5                                 | Vriendschappelijk                     | 0                                     |
| 15.                                   | 6 april 2017                          | Italië – Nederland                    | 0 – 5                                 | Kwalificatie EK 2017 –19              | 0                                     |
| 16.                                   | 8 april 2017                          | Nederland – Portugal                  | 5 – 0                                 | Kwalificatie EK 2017 –19              | 0                                     |
| 17.                                   | 8 augustus 2017                       | Frankrijk – Nederland                 | 0 – 2                                 | EK 2017 –19                           | 0                                     |
| 18.                                   | 11 augustus 2017                      | Nederland – Engeland                  | 2 – 0                                 | EK 2017 –19                           | 0                                     |
| 19.                                   | 14 augustus 2017                      | Nederland – Italië                    | 3 – 3                                 | EK 2017 –19                           | 0                                     |
| 20.                                   | 17 augustus 2017                      | Nederland – Spanje                    | 2 – 3                                 | EK 2017 –19                           | 0                                     |

### Nederland onder 17
Op 22 oktober 2014 debuteerde Van Schoonhoven voor Nederland –17 in een kwalificatiewedstrijd tegen Israël –17 (1 – 2).
| Interlands van Nurija van Schoonhoven | Interlands van Nurija van Schoonhoven | Interlands van Nurija van Schoonhoven | Interlands van Nurija van Schoonhoven | Interlands van Nurija van Schoonhoven | Interlands van Nurija van Schoonhoven |
| №                                     | Datum                                 | Wedstrijd                             | Uitslag                               | Soort Wedstrijd                       | Doelpunten                            |
| Als speelster bij VA FC Twente        | Als speelster bij VA FC Twente        | Als speelster bij VA FC Twente        | Als speelster bij VA FC Twente        | Als speelster bij VA FC Twente        | Als speelster bij VA FC Twente        |
| ------------------------------------- | ------------------------------------- | ------------------------------------- | ------------------------------------- | ------------------------------------- | ------------------------------------- |
| 1.                                    | 22 oktober 2014                       | Nederland – Israël                    | 3 – 0                                 | Kwalificatie EK 2015                  | 0                                     |
| 2.                                    | 24 oktober 2014                       | Nederland – El Salvador               | 2 – 1                                 | Kwalificatie EK 2015                  | 0                                     |

### Nederland onder 16
Op 21 februari 2014 debuteerde Van Schoonhoven voor Nederland –16 in een vriendschappelijke wedstrijd tegen Oostenrijk –16 (1 – 2).
| Interlands van Nurija van Schoonhoven | Interlands van Nurija van Schoonhoven | Interlands van Nurija van Schoonhoven | Interlands van Nurija van Schoonhoven | Interlands van Nurija van Schoonhoven | Interlands van Nurija van Schoonhoven |
| №                                     | Datum                                 | Wedstrijd                             | Uitslag                               | Soort Wedstrijd                       | Doelpunten                            |
| Als speelster bij VA FC Twente        | Als speelster bij VA FC Twente        | Als speelster bij VA FC Twente        | Als speelster bij VA FC Twente        | Als speelster bij VA FC Twente        | Als speelster bij VA FC Twente        |
| ------------------------------------- | ------------------------------------- | ------------------------------------- | ------------------------------------- | ------------------------------------- | ------------------------------------- |
| 1.                                    | 21 februari 2014                      | Nederland – Oostenrijk                | 1 – 2                                 | Vriendschappelijk                     | 0                                     |
| 2.                                    | 24 februari 2014                      | Nederland – Noorwegen                 | 1 – 0                                 | Vriendschappelijk                     | 0                                     |
| 3.                                    | 4 juli 2014                           | Nederland – Engeland                  | 0 – 1                                 | Vriendschappelijk                     | 0                                     |
| 4.                                    | 5 juli 2014                           | Zweden – Nederland                    | 3 – 0                                 | Vriendschappelijk                     | 0                                     |
| 5.                                    | 7 juli 2014                           | IJsland – Nederland                   | 0 – 6                                 | Vriendschappelijk                     | 0                                     |
| 6.                                    | 9 juli 2014                           | Nederland – Denemarken                | 2 – 1                                 | Vriendschappelijk                     | 0                                     |

### Nederland onder 15
Op 10 april 2013 debuteerde Van Schoonhoven voor Nederland –15 in een vriendschappelijke wedstrijd tegen Engeland –15 (1 – 0).
| Interlands van Nurija van Schoonhoven | Interlands van Nurija van Schoonhoven | Interlands van Nurija van Schoonhoven | Interlands van Nurija van Schoonhoven | Interlands van Nurija van Schoonhoven | Interlands van Nurija van Schoonhoven |
| №                                     | Datum                                 | Wedstrijd                             | Uitslag                               | Soort Wedstrijd                       | Doelpunten                            |
| Als speelster bij VA FC Twente        | Als speelster bij VA FC Twente        | Als speelster bij VA FC Twente        | Als speelster bij VA FC Twente        | Als speelster bij VA FC Twente        | Als speelster bij VA FC Twente        |
| ------------------------------------- | ------------------------------------- | ------------------------------------- | ------------------------------------- | ------------------------------------- | ------------------------------------- |
| 1.                                    | 10 april 2013                         | Nederland – Engeland                  | 1 – 0                                 | Vriendschappelijk                     | 0                                     |
| 2.                                    | 12 april 2013                         | Nederland – Engeland                  | 1 – 3                                 | Vriendschappelijk                     | 0                                     |
| 3.                                    | 17 april 2013                         | Duitsland – Nederland                 | 8 – 0                                 | Vriendschappelijk                     | 0                                     |
| 4.                                    | 25 mei 2013                           | België – Nederland                    | 1 – 3                                 | Vriendschappelijk                     | 0                                     |
| 5.                                    | 1 juni 2013                           | Nederland – België                    | 3 – 0                                 | Vriendschappelijk                     | 0                                     |

## Privé
Nurija werd op haar tweede geadopteerd vanuit Rusland. Ze werd afgestaan omdat haar moeder Railya, al sinds haar zeventiende, psychische problemen heeft en regelmatig in een psychiatrische kliniek zit. In 2019 deed ze mee aan het televisieprogramma Spoorloos om haar biologische familie terug te vinden. Deze wist haar moeder op te sporen in een psychiatrische inrichting in Oeljanovsk. Hier kwam ze te weten dat haar moeder aan schizofrenie lijdt. Haar biologische vader is onbekend, maar volgens een tante zou dit vermoedelijk een andere patiënt of medewerker zijn van een psychiatrische instelling waar haar moeder verbleef.